# Barra de Santana

Barra de Santana este un oraș în Paraíba (PB), Brazilia.